# Yohan M'Vila
Yohan M'Vila (* 8. října 1988, Amiens, Francie) je francouzský fotbalový obránce s kořeny z DR Kongo, který působí v klubu Club Mantois 78.
Jeho starším bratrem je francouzský fotbalista a reprezentant Yann M'Vila, otcem konžský fotbalista Jean-Elvis M'Vila.